# Ярослав Сенкевич
Ярослав Сенкевич (пол. Jarosław Sienkiewicz; 28 січня 1950, Вільнюс — 22 жовтня 1992, Ястшембе-Здруй) — польський профспілковий діяч, економіст і менеджер вуглевидобутку, з вересня 1980 до січня 1981 року — голова шахтарського профцентру Солідарності у Сілезії. Підписав з боку шахтарського страйкового комітету Ястшембську угоду з урядом ПНР. Орієнтувався на співпрацю з ПОРП — за що його усунули від головування. Вийшов з «Солідарності», підтримав воєнний стан, отримав призначення заступником директора шахти. Хибно звинувачувався у співпраці з комуністичною держбезпекою, які посмертно спростовано.

## Економіст гірничовидобутку
Народився у сім'ї інженера-електронника. Чеслава Сенкевича, батько Ярослава Сенкевича, під час Другої світової війни депортовано до СРСР й ув'язнено у табору. Згодом звільнено, разом з дружиною та сином проживав під наглядом у Литовській РСР. У 1957 році сім'я отримала дозвіл повернутися до Польщі.
Середню школу Ярослав Сенкевич закінчив у Тарніві. Від армійської служби звільнено за станом здоров'я. Переїхав до Кракова, працював на кабельному заводі, закінчив Краківський економічний університет. У 1974 році Сенкевич влаштувався на вугільну шахту «Бориня» поблизу Ястшембе-Здруя. У 1975—1978 роках працював старшим економічним інспектором на шахті «Сверклани». З 1978 до 1984 рік — начальник відділу планування інвестицій на шахті «Бориня». З 1970 року перебував в урядущій компартії ПОРП, виступав як лектор-пропагандист.

## Діяч «Солідарності»

### Ястшембська угода
У серпні 1980 року Польщу охопила хвиля масових страйків. Ярослав Сенкевич приєднався до руху. На короткий термін його затримали міліція. Це швидко зробило його відомим і популярним, гірники вимагали звільнити Сенкевича.
22 серпня Сенкевича обрано головою страйкового комітету «Борині». Як представник шахти увійшов до Міжзаводського страйкового комітету (MKS) вугледобувних підприємств Верхньої Сілезії. Обрано головою гірничого МКС (заступниками стали шахтар Тадеуш Єдинак й електрик Стефан Палка).
Як голова МКС Сенкевич вів переговори з делегацією уряду ПНР. 3 вересня на шахті «Липневий маніфест» він підписав Ястшембську угоду з віцепрем'єром Александром Копецем.
Відмінною рисою Ястшембської угоди (у порівнянні з Щецинською, Гданською та Катовицькою) було значно менша увага до політичних питань. Угода практично повністю фіксувалася на соціально-трудовій проблематиці: збільшення зарплат, допомог і надбавок, покращення продовольчого постачання та житлових умов, обмеження понаднормових робіт, розширення списку професійних захворювань, зниження пенсійного віку. Йшлося також про «раціональне використання кам'яного вугілля як національного ресурсу». Головним досягненням була домовленість про запровадження двох вихідних субот на місяць для всіх польських трудящих (до цього у ПНР був один вихідний день).

### Помірність позиції
MKS перетворено на Міжзаводський робочий комітет (MKR). Утворилася Сілезько-Домбровська регіональна організація (RSD) профспілки Солідарність. RSD була найчисленнішою у «Солідарності» — близько 3 мільйонів членів. Але спочатку вона здавалася найбільш розколотою. Великий MKR та профцентр «Солідарності» сформувався у Катовиці на основі металургійних і транспортних підприємств. Його очолював активний і радикальний антикомуніст Анджей Розплоховський. Центр базувався на металургійному комбінаті Хута Катовиці. Шахтарський MKR-профцентр утвердився на шахті «Липневий маніфест» у Ястшембі-Здруї. Його головою обрано Ярослава Сенкевича. Між цими структурами розпочалася боротьба — не лише за лідерство у регіональному профрухові, а й концептуально-доктринальна.
Сенкевич, на відміну від Розплоховського, всіляко дистанціювався від політичної опозиції. Він уникав антикомуністичної риторики (характерної для Щецинського та Бидгощського MKS). Категорично відмовлявся від контактів з дисидентською інтелігенцією та її організаціями типу КОС-КОР (характерних для Гданського MKS). Неохоче реагував на пропозиції співпраці з польською католицькою церквою. Часом наголошував, що залишається членом ПОРП.
Все це помітили та врахували партійні та державні органи. Ярослав Сенкевич став розглядатися як оптимальний партнер. Держрада ПНР включила Сенкевича до групи розробників нового закону про профспілки. З іншого боку, страйкарі, навіть антикомуністично й антиурядово налаштовані, з довірою ставилися до Сенкевича. У ньому бачили насамперед працівника шахти та дипломованого економіста, який знає потреби гірників і здатний грамотно їх відстоювати.

### «Дивний союз» з партапаратом
13 жовтня 1980 року в офіційній газеті «Dziennik Zachodni» опубліковано програмну статтю «Solidarność» — czym jest i do czego dąży? («Солідарність» — що це таке і чого прагне?). Текст витримувався у лояльному до ПОРП ключі. Автори підкреслювали дотримання конституції та законів, лояльність до соціально-економічної та політичної системи ПНР. «Солідарність» характеризувалася як «фактор стимулювання, контролю та прискорення економічного розвитку, а не заміни державної влади». Звучав заклик співпрацювати з владою, довіряти владі, «долати те, що розділяло досі». При цьому відзначався повільний темп виконання Ястшембської угоди, але виражалася впевненість у швидкій реалізації. Важливе місце займала установка на переструктурування «Солідарності» — перехід від територіальної побудови (характерної для політичної партії) до галузевої (профспілкової). У цьому також виражалася лояльність владі, відмова від політичної конкуренції з ПОРП.

Програмний матеріал відбивав як погляди Ярослава Сенкевича, так і його конкретну орієнтацію. Контакт з Сенкевичем швидко встановив перший секретар Катовицького воєводського комітету ПОРП Анджей Жабинський. Представник ортодоксального «партійного бетону» та рішучий супротивник «Солідарності», Жабинський допускав не лише силове придушення, а й «приручення» активістів. Він організував для Сенкевича найкомфортніші умови роботи та відпочинку — зручні приміщення, транспорт, мисливство, бенкети. Жабинський познайомив Сенкевича з Мечиславом Мочаром. Ексміністр внутрішніх справ і член Політбюро, представник ортодоксального націонал-комуністичного крила ПОРП цікавився зв'язками з «Солідарністю» та використанням профспілки для власних номенклатурних цілей. Мочар мав великий вплив у Сілезії та натякав на можливість призначення на солідну господарську посаду у вуглевидобутку.
Утворився дивний союз: трикутник Жабинський-Мочар-Сенкевич. Але така ситуація лише на вигляд була екзотичною.
На чолі профцентру Сенкевич проводив помірний курс, узгоджений з партапаратом. Він визнавав керівну роль ПОРП, утримувався від масових протестів і страйків. Часто говорив про неприпустимість зіткнення з СРСР, про непорівнянність сил, про загрозу радянського придушення та масового кровопролиття — з чого випливала небажаність конфронтації і з владою ПНР. Люди, які знали Сенкевича, пояснювали це придбаним з дитинства психологічним комплексом — драматичною сімейною історією. Жабинський розглядав Сенкевича як ефективну противагу радикальному Катовицькому профцентру Розплоховського. На засіданнях Політбюро ЦК ПОРП Жабинський називав профцентр Сенкевича «власною кишеньковою „Солідарністі“».

### Конфлікт з радикалами
Позиція Сенкевича викликала сильне відторгнення у масах членів «Солідарності», зокрема шахтарів. Поширилася чутка про його співпрацю зі Службою держбезпеки (СБ). Офіцери СБ були присутні в його оточенні, і це практично не приховувалося. Чутка виявилася хибною — зв'язок з партійним секретарем не означав буквальної завербованості. Але характерна сама його поява.
З різкою критикою Сенкевича виступали його заступники Палка та Єдинак. Радикальні активісти звинувачували голову у співпраці з владою та заподіянні шкоди профспілці. Вони прямо стверджували, що голова поставив профцентр під контроль СБ. З іншого боку діяльність Сенкевича засуджували члени Всепольської комісії «Солідарності».
Наприкінці 1980 року позначився конфлікт між Ярославом Сенкевичем і Лехом Валенсою. Очолюючи найбільший профцентр, Сенкевич претендував на всепольське лідерство у «Солідарності». Між ними призначено зустріч у Гданську. Проте Сенкевич надіслав співробітника із магнітофонним записом фамільярного характеру. Це обурило членів Всепольської комісії. Багато хто пропонував засудити сілезського голову спеціальною заявою. Проти виступив Яцек Куронь — на його думку, це вело до розколу серед шахтарів (у Сенкевича залишалося чимало прихильників). Сенкевич, ще недавно затятий противник КОС-КОР, запросив Куроня поговорити у Катовиці. Але Куронь відмовився, оскільки загалом негативно ставився до Сенкевича.

### Розрив з «Солідарністю»
Зрештою, конфлікт Сенкевича з гданськими лідерами вирішено усуненням Сенкевича внутрішньою опозицією профцентру. 5 січня 1981 року поширено листівку Kto komu służy? (Хто кому служить?). Анонімні автори, які представилися членами «Солідарності» та MKR, звинуватили Сенкевича у покорі владі, близькості з Жабинським і Грудзенем, контактах з СБ, приховуванні відомостей про власну діяльність як партійного лектора, інфільтрації профспілки партійними активістами й офіційної профспілки у «Солідарність», спробах розколоти «Солідарність» створенням галузевого профцентру, нарешті, у зловживанні алкоголем. При цьому автори віддали належне активності Сенкевича під час серпневих страйків. Проте загальний баланс однозначно негативний.
8 січня 1981 року Ярослав Сенкевич оголосив про свою відставку з посади голови профцентру. Більшість ястшембських профкомів висловилися проти такого рішення, але змінити його Сенкевич відмовився. 26 січня він опублікував відкритий лист членам «Солідарності», в якому спростував звинувачення на свою адресу та заявив, що йому ставлять у провину одночасне членство в «Солідарності» та ПОРП. 29 січня засідання MKR офіційно ухвалило відставку Сенкевича. Новим головою обрано Стефана Палку.
Сенкевич залишався головою робітничого комітету — профорганізації «Солідарності» шахти «Бориня». Він претендував на представництво шахти у регіональних органах і Всепольській комісії «Солідарності». 9 березня 1981 року профспілкові збори позбавили його цих функцій. 16 березня Сенкевич склав головні повноваження, 21 квітня оголосив про вихід із «Солідарності».
Після відходу Сенкевича шахтарська «Солідарність» у Сілезії зблизилася з Катовицьким профцентром і зайняла радикальні позиції. Кульмінацією протистояння стало зіткнення на шахті «Стройка» 16 грудня 1981 року.

## Функціонер режиму
Покинувши «Солідарність», Ярослав Сенкевич остаточно перейшов на бік влади у суспільному конфлікті. У грудні 1981 року він підтримав воєнний стан. Брав участь у заснуванні «Патріотичного руху національного відродження», створеного під егідою ПОРП у середині 1982 року. Закінчив аспірантуру Вищої школи суспільних наук при ЦК ПОРП. Знову виконував функції лектора-пропагандиста при Катовицькому воєводському комітеті ПОРП.
У листопаді 1982 року прем'єр-міністр генерал Ярузельський включив Сенкевича до урядового комітету з управління профспілковим майном. У січні 1984 року Сенкевича призначено заступником директора шахти «Крупинський» у Сушеці. У грудні 1984 року міністр гірничодобувної промисловості й енергетики генерал Пйотровський надав Сенкевичу категорію директора гірничовидобутку. У 1988—1990 роках. Ярослав Сенкевич був депутатом Катовицької воєводської ради. Чутки про завербованість Сенкевича СБ продовжували наполегливо поширюватися, і, за деякими ознаками, підтримувалися СБ.

## Спростування чуток
У страйковій хвилі 1988 року та наступних подіях (Круглий стіл, «напіввільні вибори», зміна суспільного устрою, перетворення ПНР на Третю Річ Посполиту) Ярослав Сенкевич участі не брав.
На початку 1990-х він завзято домагався зняття обвинувачень у співпраці з СБ. Звертався з такими вимогами до генерала Кіщака і навіть до Едварда Герека (колишній перший секретар ЦК ПОРП стверджував це у книзі своїх спогадів). Зазвичай, ці звернення залишалися без відповіді. Сенкевичу вдалося домогтися згоди на спростування від видавців мемуарів і від Герека, але публікація не відбулася. Вже після його смерті Інститут національної пам'яті зняв звинувачення, цій темі було присвячено документальний фільм.
До кінця життя Ярослав Сенкевич проживав в одному з багатоквартирних будинків Ястшембе-Здруя. Оформляв пенсію через захворювання серця. Помер від серцевого нападу у віці 42 років. Похований на цвинтарі католицької парафії в Ястшембі-Здруї.

## Пам'ять
Ярослав Сенкевич був двічі одружений, у першому шлюбі мав сина. Кшиштоф Сенкевич працював в аварійно-рятувальному відділі шахти «Зофювка» — колишній «Липневий маніфест», де його батько підписав Ястшембську угоду.
У деяких російськомовних джерелах конфлікт Ярослава Сенкевича з «Солідарністю» пояснюється виключно оперативною провокацією та наклепом з боку держбезпеки. Насправді конфлікт ґрунтувався насамперед на провладній позиції Сенкевича, яка й створила ґрунт для чуток, підхоплених і використаних СБ.
Оцінка фігури Ярослава Сенкевича викликає суперечки у сучасній Польщі. Більшість авторів ставляться до нього швидше негативно, вважають його позицію 1980 років як мінімум неадекватною (звучать і набагато жорсткіші оцінки). Але образ Сенкевича залишається популярним серед групи ястшембських ветеранів шахтарського страйку, особливо гірників шахти «Бориня». Вони вважають Сенкевича героєм профспілкової боротьби, щорічно проводять пам'ятні заходи.